# Buraanbur

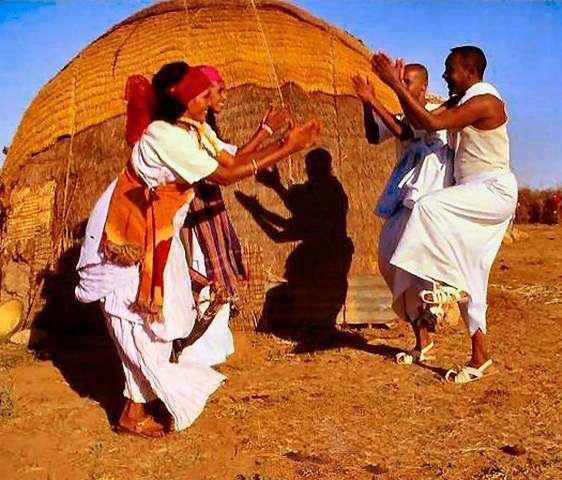
Hido - Dance en Somalie

Le buraanbur est une forme de la poésie traditionnelle somalie, généralement composée par des femmes. 
La littérature traditionnelle somalie accorde une place importante à la poésie, dans plusieurs formes de versification. Le gabay (poème épique) est considérée comme la forme la plus prestigieuse, et est généralement composé par des hommes. Le buraanbur est sa contrepartie pour les femmes ; il est subdivisé en sous-genres que sont le hoyal, le hoobeeyo (berceuse) et le sitaat (poème religieux). Le buraanbur est souvent déclamé lors des mariages. 
C'est un moyen d'expression important pour les femmes somalies ; les sujets traités sont l'éducation des enfants et la relation de couple (y compris de façon très critique), mais aussi des enjeux sociaux et politiques. La déclamation du poème peut être accompagnée de percussions, d'applaudissements et de danses. Au cours des années précédant l'indépendance de la Somalie, les poèmes composés dans cette forme par Halima Godane, Raha Ayaanle Guled et Hawa Jibril ont contribué à mobiliser l'opinion.